# Галактика со вспышкой звездообразования

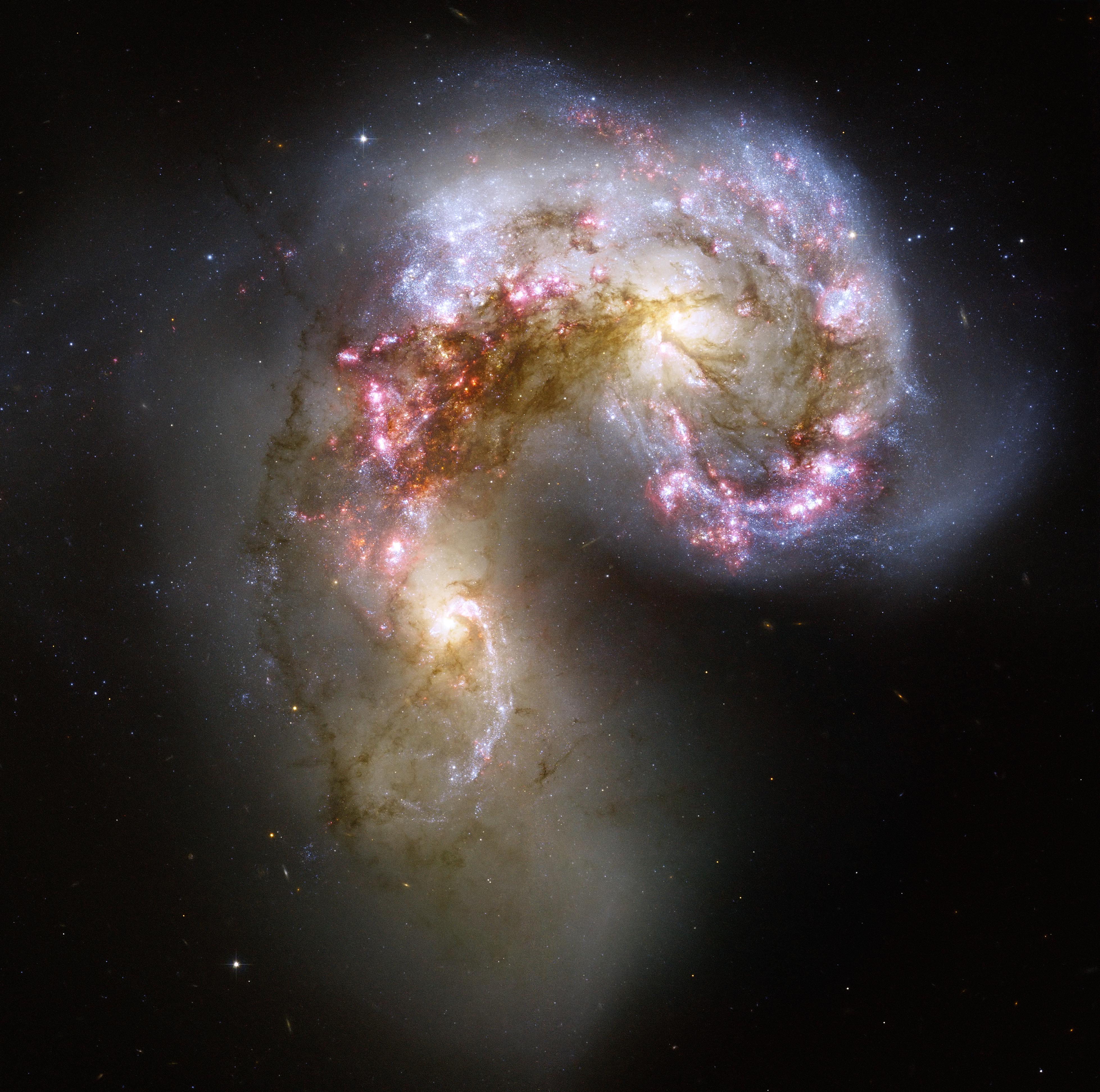
Галактики Антенны — пример пары галактик (NGC 4038/NGC 4039) со вспышкой звездообразования.

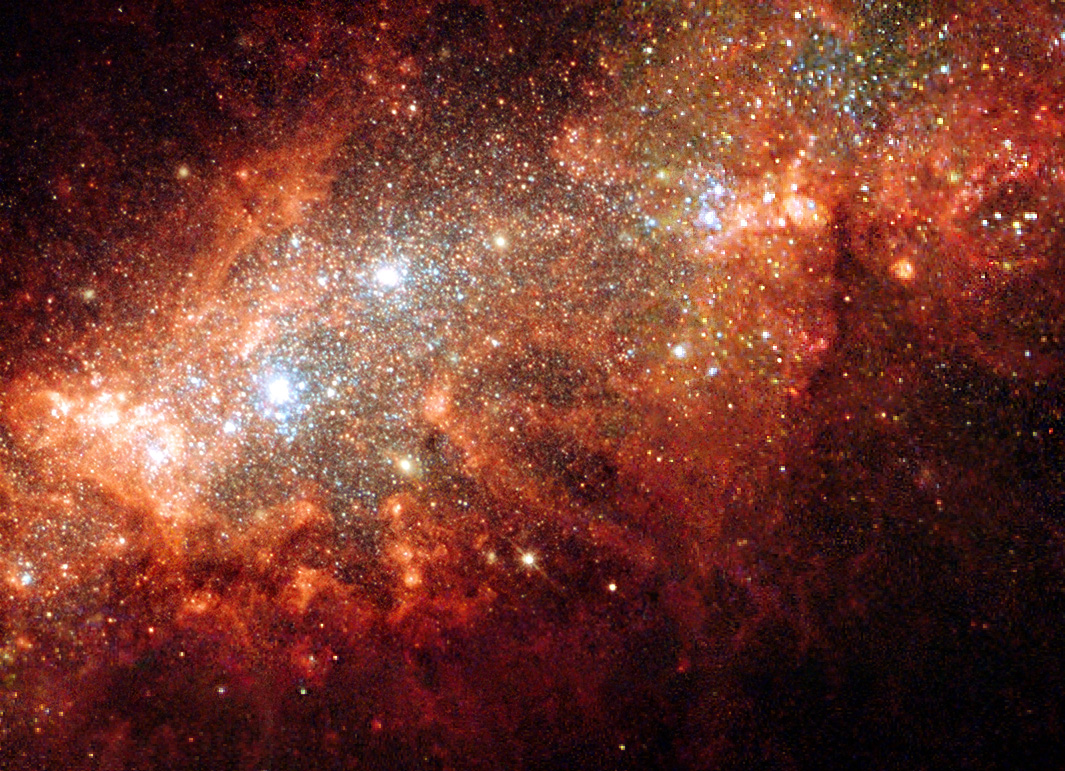
Вспышка звездообразования в центральной части близкой карликовой галактики NGC 1569 (Arp 210).

Галактика со вспышкой звездообразования — галактика, в которой звездообразование происходит с очень высокой скоростью, по сравнению с аналогичным процессом в большинстве галактик.
К примеру, скорость звездообразования в Млечном Пути составляет около 3 M⊙/год, в то время как в галактиках со вспышкой звездообразования она может достигать 100 M⊙/год. Если бы такой темп сохранялся, то газ в галактиках заканчивался бы гораздо быстрее, чем за срок жизни галактики. Поэтому считается, что вспышка звездообразования — временное явление. Чаще всего вспышка звездообразования в галактике наблюдается после столкновения двух галактик или близкого прохода одной возле другой.
Среди хорошо известных галактик со вспышками звездообразования — M82, галактики Антенны (NGC 4038 и NGC 4039) и IC 10.

## Определения
Термин «галактика со вспышкой звездообразования» не имеет строгого определения, однако в астрономическом сообществе принято, что определение должно учитывать следующие факторы:
- скорость, с которой газ превращается в звёзды (скорость звездообразования);
- доступное количество газа, из которого могут образовываться звёзды;
- сравнение временно́го масштаба звездообразования и возраста или периода вращения галактики.

Среди широко известных определений можно встретить:
- Продолжающееся звездообразование, которое при данной скорости исчерпало бы запасы газа за время, много меньшее возраста Вселенной (время Хаббла).
- Продолжающееся звездообразование, которое при данной скорости исчерпало бы запасы газа за время, много меньшее галактики (возможно, один период обращения для спиральных галактик).
- Если текущая скорость звездообразования, поделённая на среднюю скорость в прошлом, много больше единицы. Это соотношение называют «коэффициентом рождаемости».

## Причины вспышек звездообразования

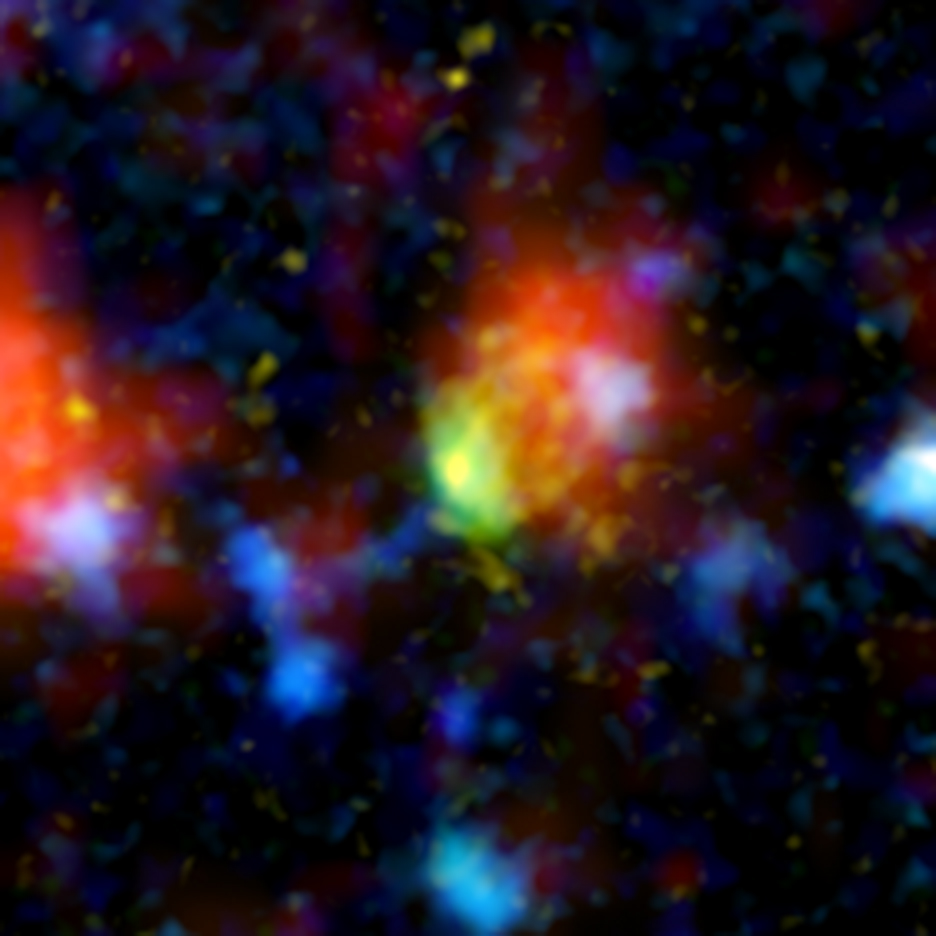
Галактика со вспышкой звездообразования, расположенная в 12,2 млрд св. лет от нас, — ежегодно в ней рождается 4000 новых звёзд.

Перед началом этого процесса необходимо, чтобы в галактике было большое количество холодного молекулярного газа. Однако сам процесс звездообразования начинается, в основном, в результате столкновения, слияния или гравитационного взаимодействия галактик: так, например, у многих таких галактик наблюдаются приливные хвосты, а между асимметрией галактики и долей молодых звёзд в ней обнаружена корреляция.
Тем не менее, точный механизм, который вызывает звездообразование, до конца неясен. Предполагается, что влияние другой галактики может вызвать нестабильности во вращении галактики, из-за чего молекулярные облака смещаются к центру, начинают сжиматься и образовывают звёзды.

## Состав
Галактика со вспышкой звездообразования должна иметь большой запас газа, доступного для образования звёзд. Сам всплеск может быть вызван близким столкновением с другой галактикой (например, M81/M82), столкновением с другой галактикой (например, Антеннами) или другим процессом, который выталкивает материал в центр галактики (например, звёздная полоса).
Внутри звездообразования довольно экстремальная среда. Большое количество газа образует очень массивные звёзды. Молодые горячие звёзды ионизируют газ (в основном водород) вокруг себя, создавая области H II. Группы очень горячих звёзд известны как OB-ассоциации. Эти звезды горят очень ярко и очень быстро, и вполне вероятно, что в конце своей жизни они взорвутся как сверхновые.
После взрыва сверхновой выброшенный материал расширяется и становится остатком сверхновой. Эти остатки взаимодействуют с окружающей средой внутри звездообразования (межзвездной средой) и могут быть местом возникновения естественных мазеров.
Изучение ближайших галактик со вспышками звездообразования может помочь определить историю формирования и эволюции галактик. Известно, что большое количество очень далёких галактик, наблюдаемых, например, в Hubble Deep Field, являются вспышками звездообразования, но они слишком далеко, чтобы их можно было детально изучить. Наблюдение за близкими примерами и изучение их характеристик может дать представление о том, что происходило в ранней Вселенной, поскольку свет, который мы видим от этих далёких галактик, оставлен, когда Вселенная была намного моложе.

## Классификация
Классификация таких галактик — довольно непростая задача, потому что сам термин довольно размытый, а вспышки звездообразования — лишь временные явления. Вспышки могут происходить в спиральных галактиках и в неправильных. Однако астрономы выделяют несколько различных типов вспышек звездообразования:
- Компактные голубые галактики — как правило, эти галактики имеют малую массу, бедны тяжёлыми элементами и практически не содержат пыли. Они имеют голубой цвет из-за большого количества молодых горячих звёзд. Изначально считалось, что это молодые галактики, которые в которых только сейчас рождается первая звёздная популяция, однако в большинстве таких галактик встречаются звёзды более поздних популяций. Примером такой галактики может служить I Zwicky 18.
- Яркие инфракрасные галактики:
  - Ультраяркие инфракрасные галактики — объекты с очень большим количеством пыли, которая поглощает ультрафиолетовое излучение молодых звёзд, нагревается и излучает уже, в основном, в инфракрасном диапазоне.
  - Экстремально яркие инфракрасные галактики — ещё более яркие объекты.
- Галактики Вольфа — Райе — галактики, в которых большая часть ярких звёзд — звёзды Вольфа — Райе[4].

## Примеры
Галактика M 82 — самая близкая к нам и прототипичная галактика со вспышкой звездообразования. Вспышка звездообразования в ней вызвана близким прохождением галактики M 81, и между этими двумя галактиками обнаружен поток нейтрального водорода. В центральных областях M 82 есть множество остатков сверхновых звёзд, что свидетельствует о том, что активное звездообразование идёт больше нескольких миллионов лет.